# Chodov, Domažlice
Chodov là một làng thuộc huyện Domažlice, vùng Plzeňský, Cộng hòa Séc.